# Kościół św. Mikołaja w Wiązowie
Kościół świętego Mikołaja – rzymskokatolicki kościół parafialny należący do dekanatu Wiązów archidiecezji wrocławskiej.
Świątynia była wzmiankowana w 1285 roku, obecna budowla została wzniesiona w II połowie XV wieku, przebudowano ją na początku XVIII wieku i odrestaurowano w latach 1914-1917 i w latach 1955-1962. Kościół jest orientowany, murowany, z przyporami. Składa się z jednej nawy, dwuprzęsłowego prezbiterium oraz licznych przybudówek. Dach świątyni jest trójspadowy i jest nakryty dachówką oraz blachą. Od strony zachodniej znajduje się wieża na planie kwadratu o sześciu kondygnacjach, nakryta dachem brogowym ozdobionym krzyżem na szczycie. Wyposażenie wnętrza reprezentuje głównie styl barokowy (ołtarz, ambony i chrzcielnica z 1707) i pochodzi z XVIII wieku. Zachowana gotycka, polichromowana rzeźba dostojnika kościelnego (biskupa?) z poł. XV w. i Pietà z pocz. XVI w. W kruchcie południowej renesansowy nagrobek z 1595 i barokowy z I poł. XVIII w.